# Les Feux de la mer
Les feux de la mer è un film francese del 1948, a carattere semi-documentaristico, diretto da Jean Epstein, realizzato per l’ONU , in occasione della  convenzione internazionale per la salvaguardia della vita umana in mare  di Londra del 1948.

## Trama
L’anziano Malgorn, guardiano del faro della Jument al largo dell’isola francese d’Ouessant dà il benvenuto al giovane Victor, che vi dovrebbe prendere servizio, e gli fa visitare la struttura.
Più tardi ricevono la visita di ispezione di un ingegnere, che fa dei lunghi excursus sull’importanza ed il funzionamento dei fari, la loro dotazione tecnologica, la loro storia.
Dopo una notte di tempesta, durante la quale Malgorn rassicura il preoccupato Victor, il giovane decide di accettare il posto.